# Estadio de La Cartuja
Az Estadio de La Cartuja (vagy Sevillai Olimpiai Stadion) a spanyolországi Sevilla egyik legjelentősebb sportlétesítménye. Elsősorban labdarúgó- és atlétikai rendezvényekre használják, a spanyol labdarúgó-válogatott egyik hazai pályája.

## Története
A stadiont kifejezetten az 1999-es atlétikai világbajnokságra építették, tervezője a Cruz y Ortiz építésziroda volt. Felavatására 1999. május 5-én került sor egy Spanyolország és Horvátország közötti barátságos labdarúgó-mérkőzéssel: itt a hazaiak 3–1-es győzelmet arattak. Ezek után az volt a terv, hogy a jövőben Sevilla mindkét nagy csapata, a Sevilla FC és a Real Betis is ide költözik, azaz ezt a stadiont használják majd hazai pályaként, ahogy az olasz AC Milan és Internazionale is osztozik a San Sirón. Az összeköltözés végül nem valósult meg, bár a Sevilla FC már nagyon közel járt hozzá, ugyanis abban reménykedtek, a régi saját stadion, az Estadio Ramón Sánchez-Pizjuán eladása segíthet pénzügyi nehézségeik megoldásában. 2003. április 27-én egy alkalommal már pályára is léptek hazai csapatként a La Cartujában (a vendég Real Madrid 1–3-ra győzött), de végül José Antonio Reyes Arsenalnak történő eladásával rendeződtek a gazdasági problémák, és így nem volt szükség a költözésre. Később a Betis is szerepelt néhányszor ebben a stadionban: 2007-ben kettő, 2009-ben egy alkalommal: utóbbin azért, mert az egyik korábbi (Athletic Bilbao elleni) mérkőzésükön a szurkolók üvegeket dobáltak a pályára, és ezért a klub eltiltást kapott a saját stadionja használatától.
2003-ban a La Cartuja adott otthont az UEFA-kupa döntőjének, ahol a Porto hosszabbítás után 3–2-re nyert a Celtic ellen. 2004-ben és 2011-ben itt rendezték a tenisz-Davis-kupa döntőjét: mindkét alkalommal Spanyolország nyerte meg a tornát, először az Amerikai Egyesült Államok, másodszor Argentína ellen. Az évek során a létesítmény több nagyszabású koncertnek is helyet adott.
A 2020-ról 2021-re halasztott labdarúgó-Európa-bajnokság pályázó városai között eredetileg nem szerepelt Sevilla, de miután a pályázó (és a győztesek között szereplő) Bilbao a koronavírus-járvány miatt nem tudta garantálni a nézők beengedését, az UEFA elvette a rendezői jogot Bilbaótól, helyükre pedig új helyszínként a La Cartuja került, igaz, a járvány miatt itt is mintegy 16 000 főben korlátozták a beengedhető emberek számát.

### Európa-bajnoki mérkőzések a stadionban
| Dátum            | 1. csapat     | Eredmény | 2. csapat     | Forduló      |
| ---------------- | ------------- | -------- | ------------- | ------------ |
| 2021. június 14. | Spanyolország | 0–0      | Svédország    | E csoport    |
| 2021. június 19. | Spanyolország | 1–1      | Lengyelország | E csoport    |
| 2021. június 23. | Szlovákia     | 0–5      | Spanyolország | E csoport    |
| 2021. június 27. | Belgium       | 1–0      | Portugália    | Nyolcaddöntő |

## Leírás
A stadion Sevilla északnyugati szélén, a La Cartuja-szigeten található, néhány száz méterre a Guadalquivir folyótól. Területének egy része átnyúlik a szomszédos Santiponce község közigazgatási területére is. Az építményhez igen közel található a C–2-es városkörnyéki vasútvonal állomása, az Estación de La Cartuja is, mellette pedig számos parkolóhelyet alakítottak ki.
Észak-déli tájolású játéktere, amelyet atlétikai pálya vesz körbe, 105 m × 68 m-es, a lelátó befogadóképessége 57 619 fő. Az épületben irodák is működnek (számos vállalkozásnak itt van a központja), és rendelkezik egy szállodával is, amelynek szobáiból kilátás nyílik a pályára.

## Képek

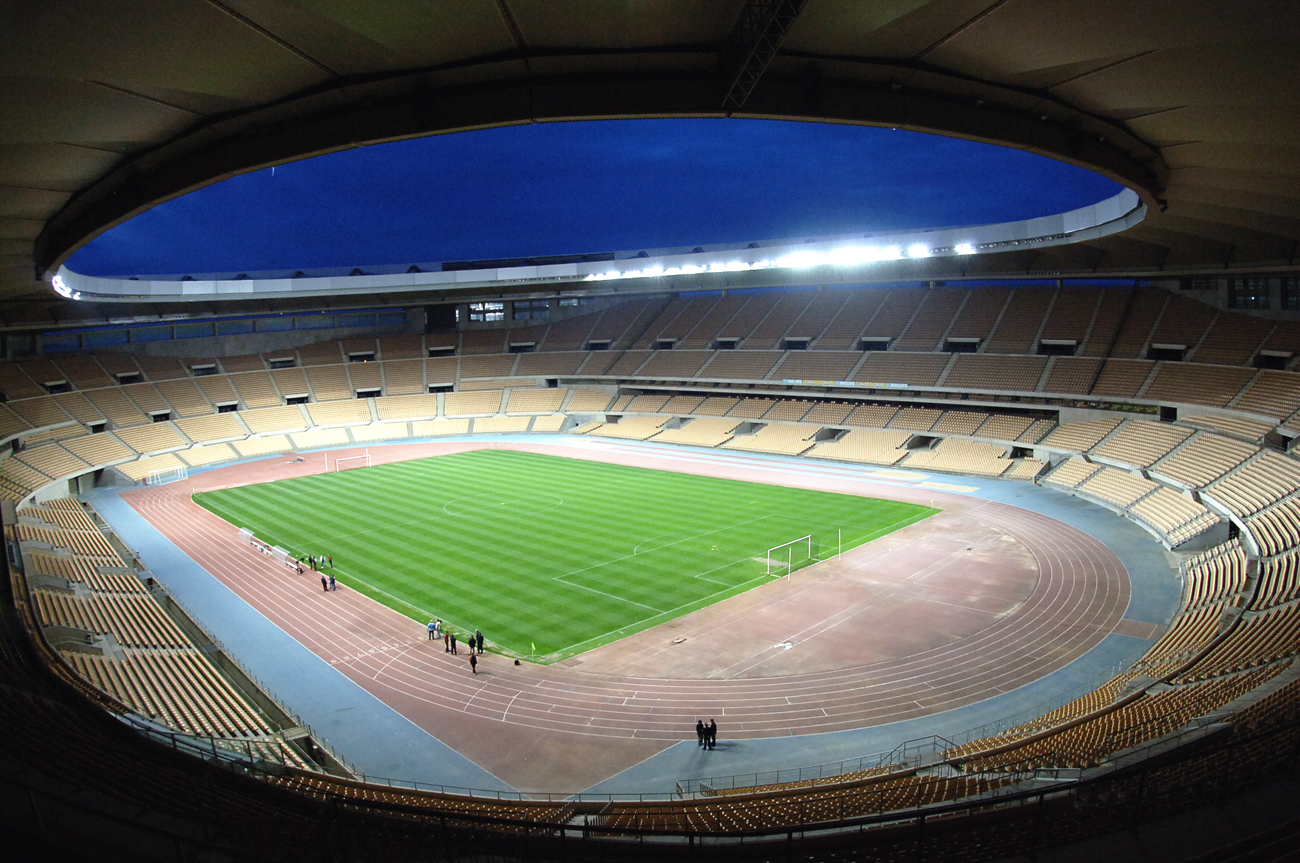
Belső kép
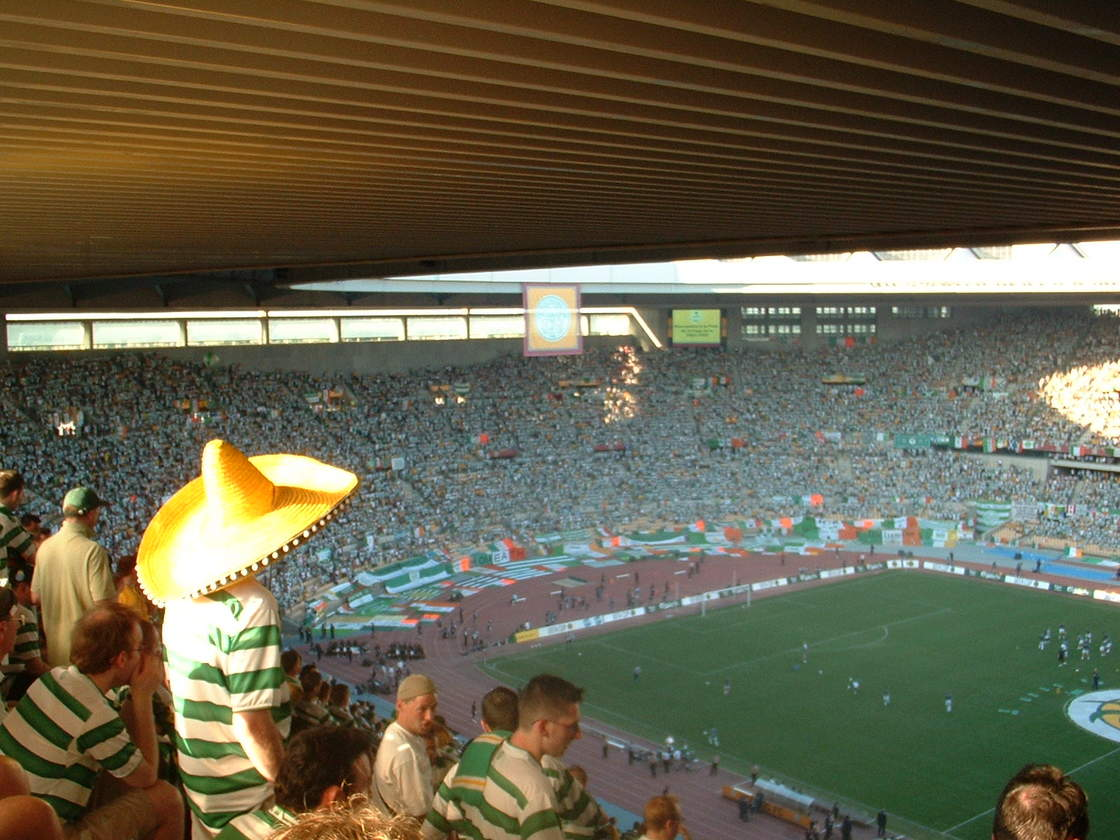
Szurkolók a stadionban
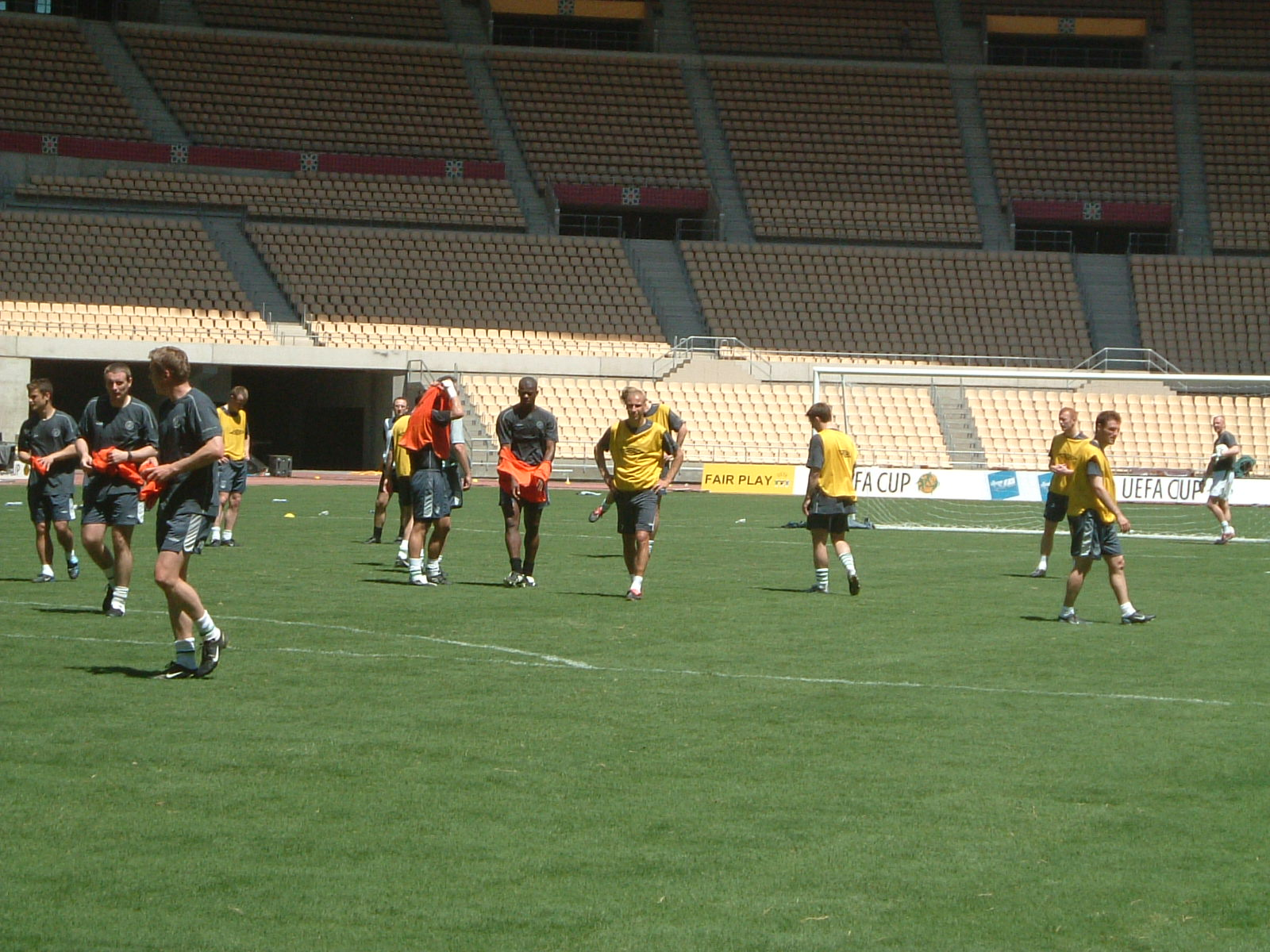
Edzés a stadionban
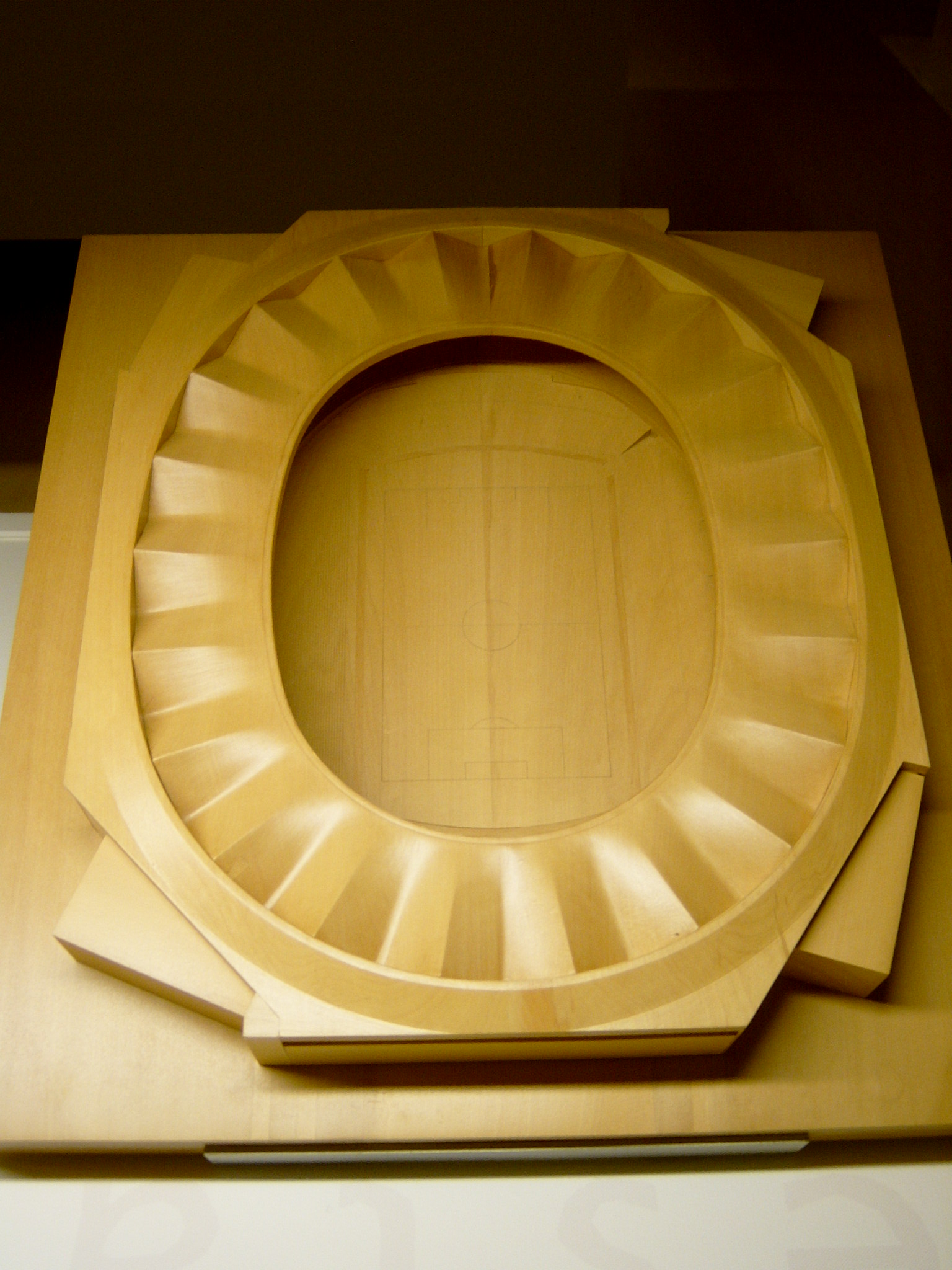
Makett